# Ceaulmont

Ceaulmont este o comună în departamentul Indre, Franța. În 1 ianuarie 2022 avea o populație de 673 de locuitori.